# Фурнье, Пьер
Пьер Фурнье́ (фр. Pierre Fournier; 24 июня 1906[…], Париж — 8 января 1986[…], Женева) — французский виолончелист и музыкальный педагог. Брат скрипача Жана Фурнье.

## Биография
Начал обучаться игре на фортепиано под руководством матери, однако, переболев полиомиелитом, после которого ему стало сложно управлять педалями, в возрасте девяти лет перешёл на виолончель. Проучившись некоторое время у Одетты Кретли, Фурнье быстро добился значительных успехов, в тринадцать лет поступил в Парижскую консерваторию в классы Поля Базлера и Андре Эккинга, и в 1923 окончил её с первой премией.
Первые годы после окончания консерватории Фурнье подрабатывал музыкантом в кинотеатрах. Первым серьёзным профессиональным событием для него стала игра в составе струнного квартета Робера Кретли, брата своей первой наставницы; Фурнье сохранил благодарностью обоим Кретли на всю жизнь. В 1925 году он начал карьеру солиста и оркестрового музыканта в Оркестре Колонна.
С 1937 по 1939 музыкант преподавал в Нормальной школе музыки, сменив на посту профессора виолончели Пабло Казальса, в 1941-49 — профессор Парижской консерватории. В эти годы исполнительское искусство Фурнье привлекло внимание музыкальной общественности, и в 1943 он получил приглашение от Жака Тибо и Альфреда Корто стать членом их фортепианного трио. Четыре года спустя Фурнье вместе с Йозефом Сигети, Уильямом Примроузом и Артуром Шнабелем сформировал фортепианный квартет, который посетил с гастролями многие страны Европы, а также успешно выступал в США.
В 1956 Фурнье вместе с семьёй поселился в Женеве, однако не отказался от французского гражданства и не прекратил концертную деятельность. Три года спустя с большим успехом прошли гастроли виолончелиста в Москве. Фурнье участвовал в жюри различных международных конкурсов, в том числе Третьего Международного конкурса имени Чайковского в 1966 году.
В конце 1970-х музыкант возобновил преподавательскую деятельность в летней школе в Цюрихе, а последнее его публичное выступление состоялось в 1984 году в Лондоне.
Скончался от гемиплегии.

## Творчество
Фурнье — один из крупнейших представителей французской виолончельной школы XX века. Обладая чистым, мягким звучанием и виртуозной техникой, он исполнял произведения самых разнообразных эпох и направлений, являясь в том числе активным пропагандистом современной музыки. Виолончелисту посвящены сочинения Франка Мартена, Франсиса Пуленка, в его исполнении впервые прозвучали сонаты Богуслава Мартину и концертино Альбера Русселя. Среди известных музыкантов, с которыми сотрудничал Фурнье — Вильгельм Кемпф, Святослав Рихтер, Давид Ойстрах, Фридрих Гульда и другие. Фурнье дважды (в 1975 и 1976) становился лауреатом премии «Грэмми» за лучшее камерное исполнение в трио с Генриком Шерингом и Артуром Рубинштейном. Многочисленные записи виолончелиста включают в себя все сюиты И. С. Баха, сонаты Бетховена, концерт Дворжака, симфоническую поэму «Дон Кихот» Рихарда Штрауса (под управлением Герберта фон Караяна) и множество других сочинений. В 1963 году музыкант получил звание Офицера Ордена Почётного легиона.

## Семья
С середины 1930-х годов был женат на выпускнице Петроградской консерватории Лидии Владимировне Антик, дочери книгоиздателя В. М. Антика (до 1933 года она была вторым браком замужем за виолончелистом Григорием Пятигорским).